# Amar fue su pecado
Amar fue su pecado é uma telenovela mexicana, produzida pela Televisa e exibida em 1960 pelo Telesistema Mexicano.

## Elenco
- Beatriz Aguirre
- Magda Guzmán
- Ramón Gay
- Javier Guerrero
- Consuelo Guerrero de Luna
- Graciela Doring
- Francisco Jambrina
- Enrique del Castillo
- Roberto Araya
- Milagros de Real
- Tere Mondragón